# 달리역
달리역(達里驛)은 경상남도 울산시 남구 신정동(현 울산광역시 남구 신정동)에 소재했던 동해남부선의 신호장이다.
1945년 2월 1일 일본군 전용 울산비행장(현 울산광역시 남구 삼산동, 달동) 확장과 동시 단지 군사목적에 의해 부산진기점 71km지점, 포항기점 74.8km지점에 신설하고 달리 지명을 따서 달리신호장이라 하였다. 개통 당시에는 울산군 울산읍 달리(현 울산광역시 남구 달동)에 소재하였으나, 1992년 1월 20일 행정구역 조정으로 신정동에 편입되었다.
달리역은 지금의 울산공업고등학교 정문 앞에 있으나, 1992년에 동해남부선이 도심 구간의 선로를 외곽으로 이설하면서 폐지되었다. 도심 구간의 선로가 이설된 뒤 달리역의 기능은 선암역(현 개운포역)으로 이전되었다.

## 연혁
- 1945년 2월 1일: 달리역(達里驛)신호장으로 영업 개시
- 1945년 12월 1일: 일제패망과 함께 업무자연중지
- 1950년 10월 1일: 울산항선 개통과 동시에 운전업무재개 및 울산역(현 태화강역)관할
- 1951년 8월 1일: 달리역으로 승격 및 역장 재배치
- 1992년 8월 20일: 울산도심구간 철도이설 완공으로 폐역

## 지선
- 달리 ~ 울산비행장 (일본군 전용 비행장)